# Lierde
Lierde és un municipi belga de la província de Flandes Oriental a la regió de Flandes. Està compost per les seccions de Deftinge, Hemelveerdegem, Sint-Maria-Lierde i Sint-Martens-Lierde.